# Negro spiritual

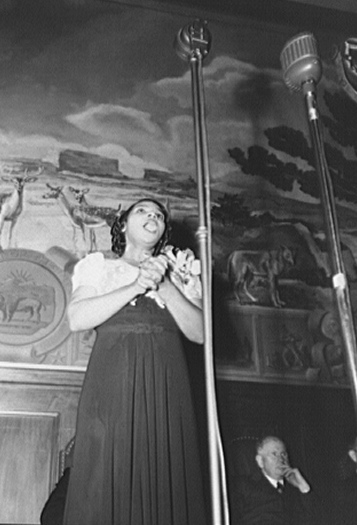
La chanteuse Marian Anderson interprétant un spiritual.

Le negro spiritual, negro-spiritual ou negrospiritual est un type de musique vocale et sacrée né chez les esclaves noirs des États-Unis au XIXe siècle, et qui est à l'origine du gospel. 
Le mot désigne également une œuvre ou un chant appartenant à ce courant musical.

## Origine
L'histoire de la musique afro-américaine est étroitement liée à celle de l'esclavage.
Entre 1619, date de l'arrivée des premiers Africains en Virginie et 1808 (date où la traite — importation d'esclaves — aux États-Unis est interdite), deux millions d'esclaves sont déportés dans les colonies d'Amérique du Nord pour y travailler dans les champs de coton. L'esclavage ne sera aboli qu'en 1865 après la guerre de Sécession.
Arrivés sur le continent américain, les esclaves font l'objet d'une sorte de dressage (période d'acclimatation appelée le seasoning par leurs propriétaires). Coupés de leurs racines (on les sépare de leur famille, de leur groupe ethnique, de leur groupe linguistique, on leur donne un nouveau nom), ils doivent s'habituer aux conditions particulières du pays (apprentissage de la langue, vie sociale dans les plantations, apprentissage forcé de la religion, etc.) et des conditions de travail, ce qui crée un phénomène d'acculturation que les chercheurs américains appellent la charge raciale. Totalement désocialisés, ils doivent réinventer des liens communautaires qui ne peuvent plus être ceux de l'Afrique et se créer des biens immatériels : prière, spiritualité, musique à travers des chants de travail qui sont à l'origine des Negro spirituals (chants religieux au milieu des champs de coton) qui apparaissent au XVIIIe siècle en lien avec le développement des Églises noires.
Ces Spirituals s'appuient surtout sur l'Ancien testament, notamment le Livre de l'Exode qui raconte l'émancipation du peuple hébreu, cette référence biblique portant l'espoir des esclaves américains de se libérer eux aussi du joug de leurs maîtres.

## Quelques  spirituals célèbres
- Swing Low, Sweet Chariot[8]
- Sometimes I feel like a Motherless Child[9]
- Nobody Knows the Trouble I've Seen[10]
- When the Saints Go Marching In[11]
- Joshua Fit the Battle of Jericho[12]
- Elijah Rock (en)[13]
- Take My Hand, Precious Lord[14]
- Free at Last[15]
- Keep an Inchin' Along[15]
- Kumbaya
- Deep River (song) (en)[16]
- Down by the Riverside (en)[17]
- Jesus Met the Woman at the Well (en)
- Mary Don't You Weep (en)[18]
- Soon One Morning[19]
- Peter Go Ring dem Bells[20]
- Ride on King Jesus[21]
- Bosom of Abraham (song) (en)[22]
- Heavenly Highway[15]
- Were You There (en) (When They Crucified My Lord)[23]
- By an' by[15]
- Dem Bones[15]
- Glory, Glory, o my lord[15]
- Go Down, Moses (connu aussi sous le titre de Let my people go)[24]